# Triple gene block
Veel plantenvirussen  hebben een triple gene block (TGB), een stukje genoom met de drie bij elkaar liggende genen TGB1, TGB2 en TGB3, dat door de evolutie heen geconserveerd is gebleven. Er worden bij het aflezen van het triple gene block drie polypeptiden aangemaakt, die betrokken zijn bij het transport van het virus van de ene naar de andere cel via verwijding van de plasmodesmata en bij het transport van het virus over lange afstanden. 